# Ökvattstjärnen
Ökvattstjärnen är en sjö i Vindelns kommun i Västerbotten och ingår i Sävaråns huvudavrinningsområde. Sjön har en area på 0,0796 kvadratkilometer och ligger 252,3 meter över havet.

## Delavrinningsområde
Ökvattstjärnen ingår i det delavrinningsområde (716535-168859) som SMHI kallar för Inloppet i Lill-Renträsket. Medelhöjden är 258 meter över havet och ytan är 7,96 kvadratkilometer. Det finns inga avrinningsområden uppströms utan avrinningsområdet är högsta punkten. Vattendraget som avvattnar avrinningsområdet har biflödesordning 2, vilket innebär att vattnet flödar genom totalt 2 vattendrag innan det når havet efter 107 kilometer. Avrinningsområdet består mestadels av skog (55 procent) och sankmarker (31 procent). Avrinningsområdet har 0,65 kvadratkilometer vattenytor vilket ger det en sjöprocent på 8,1 procent.